# توماس روني
توماس روني (بالنرويجية البوكمول: Thomas Rønning)‏ هو لاعب كرة قدم نرويجي في مركز الوسط، ولد في 16 يوليو 1985 في تروندهايم في النرويج. لعب مع نادي بودو/غليمت.

## وصلات خارجية
- توماس روني على موقع اتحاد النرويج (النرويجية)
- توماس روني على موقع قاعدة بيانات كرة القدم.إي يو (الإنجليزية)
- توماس روني على موقع Soccerway.com (الإنجليزية)